# Jaworowo (powiat słupecki)
Jaworowo – wieś w Polsce położona w województwie wielkopolskim, w powiecie słupeckim, w gminie Słupca.
W latach 1975–1998 miejscowość administracyjnie należała do województwa konińskiego.
W 1934 roku osadę zamieszkiwało 50 osób.